# Watertoren (TU Eindhoven)
De watertoren op het terrein van de Technische Universiteit Eindhoven is ontworpen door architectuurbureau OD 205 en gebouwd in 1967. De watertoren is te vinden op het terrein van de Technische Universiteit Eindhoven, waar hij verbonden is met het vroegere ketelhuis, dat tegenwoordig het Ceresgebouw heet.
De toren heeft een hoogte van 24,4 meter en een waterreservoir met een inhoud van 110 m³.